# Lørenbanen

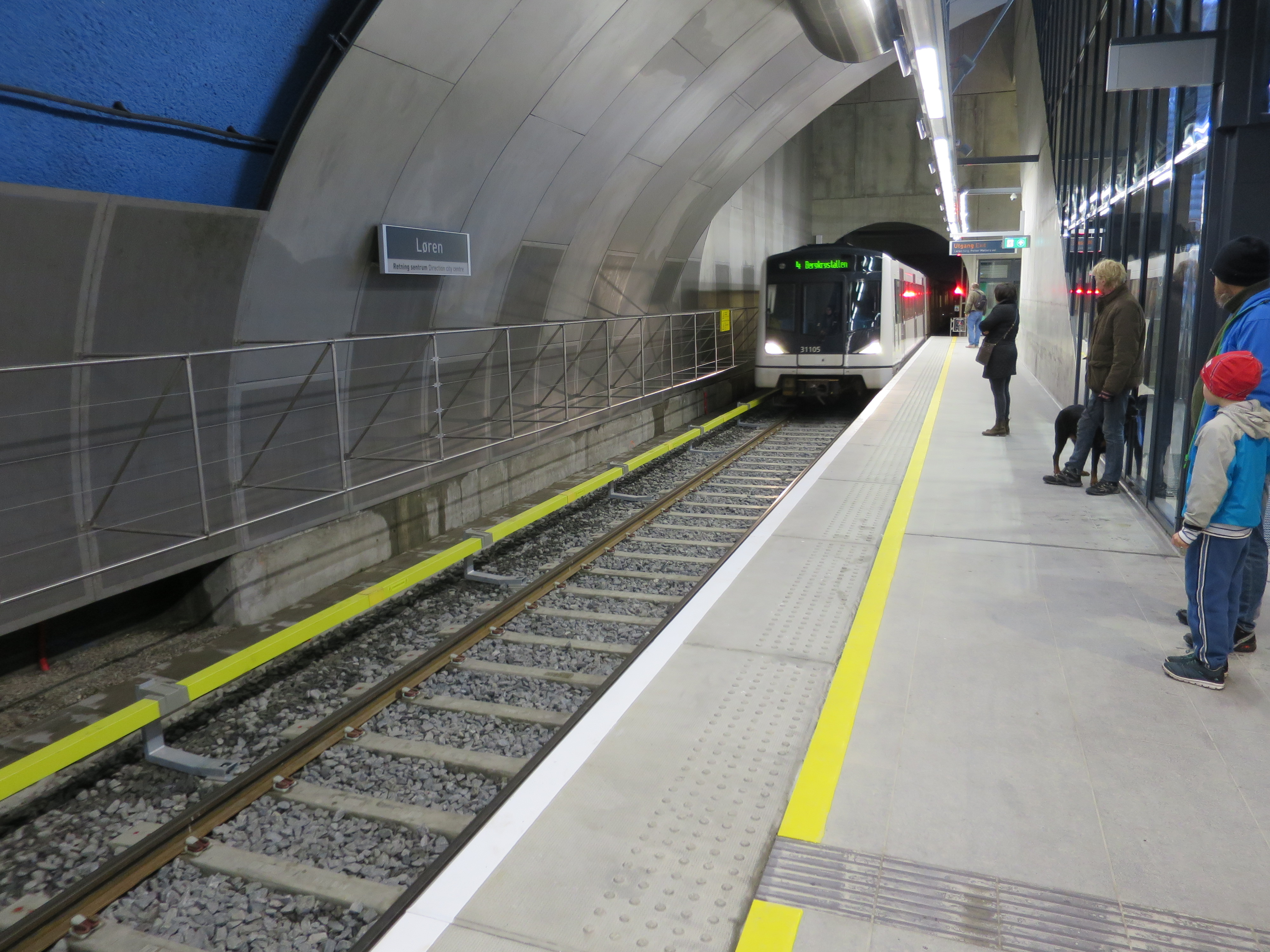
Løren tunnelbanestation.

Lørenbanen (ursprungligen kallad Haslesvingen, senare Lørensvingen) är en 1 600 meter lång sträcka på Oslos tunnelbana, mellan stationerna Sinsen och Økern i Oslos östra del. Banan går i tunnel från Sinsens station nästan fram till Økerns station. Lørenbanens enda station,   Løren ligger 20 meter under marknivå.
Med denna utbyggnad av tunnelbanan fick man en direktförbindelse mellan Grorudbanen i östra Oslo och T-baneringen. Detta ger möjligheten att köra tåg mellan Grorudbanen och de västra delarna av tunnelbanenätet, utan att belasta kapaciteten på Fellestunnelen (den del av tunnelbanan som går under Oslos citykärna).
Byggstart var 3 juni 2013, med färdigställande 3 april 2016.